# Цурута, Кодзи
Кодзи Цурута (яп. 鶴田 浩二 Цурута Ко:дзи), настоящее имя Эйити Оно (яп. 小野 榮一, 6 декабря 1924, Хамамацу, префектура Сидзуока — 16 июня 1987, Токио) — японский актёр театра, кино и телевидения, а также певец. Снялся почти в 260 ролях, из них наиболее известен по ряду фильмов 1950—1960-х годов поджанра дзидайгэки нинкё-эйга (кино о «благородных якудза»).

## Биография и карьера
Будущий актёр родился 6 декабря 1924 года у матери, не находящейся в браке, при рождении был назван Эйити Оно. Сведения о месте его рождения разнятся — большинство источников говорят о Хамамацу в префектуре Сидзуока, однако другие относят это к «происхождению семьи» (по отцу), а в качестве реального места рождения называют город Нисиномия в префектуре Хёго. Эйити рано познакомился с «изнанкой жизни» — его родные жили в бедности, мать, по крайней мере, одно время зарабатывала проституцией, а отчим увлекался азартными играми.
В 19-летнем возрасте Цурута стал учиться на коммерческом факультете Кансайского университета, однако попал под массовый студенческий призыв студентов 1943 года и был распределён в военно-морскую авиацию Императорского флота Японии. По наиболее популярной версии, поддерживавшейся также киностудиями ради романтического ореола актёра и не отрицавшейся самим Кодзи Цурутой, он был приписан к отрядам авиаторов-токкотай (ныне более известных как камикадзе), хотя так и не успел совершить свой вылет; по более скептическим версиям, он участвовал в войне и, вероятно, участвовал в техническом обслуживании этих отрядов, но никогда не готовился в камикадзе сам. Тем не менее, участие в военных действиях сказалось на будущей карьере Цуруты как актёра и певца, приведя к глухоте на одно ухо и повлияв на его манеру вокального исполнения.
После войны Эйити Оно вступил в театральную труппу и стал осваивать исполнительское мастерство и вокал под руководством известного актёра Кокити Такады, взяв себе производное от имени наставника сценическое имя Кодзи Цурута. В 1948 году он впервые появляется на экране в фильме «Якудзa и его стая» (яп. 遊侠の群れ) кинокомпании Shochiku. Впоследствии он переходит на студии Toho и Toei, сыграв за свою карьеру множество ведущих ролей. Среди его репертуара были и современные сюжеты, и классические «самурайские» дзидайгэки, однако наиболее известен Цурута в образах «благородных якудза» по ряду фильмов 1950—1960-х годов раннего течения фильмов о якудза нинкё-эйга (仁侠映画, букв. «фильмы о благородстве»), считаясь многими олицетворением жанра. Существуют, однако, мнения, что верность актёра жанру могла основываться не только (возможно, и не столько) на его собственных желаниях, но и на «вынужденной дружбе» с реальными якудза после нападения на артиста в 1953 году.
Кинематографическая карьера Цуруты успешно совмещалась с вокальной; из его песен известна, например, Kizudarake no jinsei (傷だらけの人生, примерный перевод «Жизнь, полная ран» или «Жизнь, покрытая шрамами»), занявшая в 1971 году 2-ю строчку чарта Oricon и продержавшаяся в топе в течение 6 недель, продажи сингла с которой составили около миллиона экземпляров и принесли певцу два приза индустрии звукозаписи.
В 1985 году у актёра был диагностирован рак лёгкого. Несмотря на болезнь, актёр стал сниматься в своём последнем сериале «Магазин сорочек» (NHK, показан уже после его смерти) и продержался ещё около двух лет.
Кодзи Цурута умер в 62-летнем возрасте. Похороны проходили по военному образцу, с телом, одетым в военную форму, и гробом, декорированным «флагом Восходящего Солнца»; прощание с Цурутой и его похороны привлекли многих, служивших в военно-морской авиации, в том числе, экс-камикадзе. Память актёра почтили многие коллеги, включая прочитавшего речь над гробом Рё Икэбэ и открыто плакавшего Хироки Мацукату. Актёр был похоронен на престижном для буддистов кладбище храма Окуно-ин на горе Коя в префектуре Вакаяма.

## Награды
- 1971 — Гран-при Japan Cable Awards[англ.][10] и «премия выбора аудитории» Japan Record Awards[11] за песню «Жизнь, полная ран»[яп.].

Сингл попал в BEST10 чарта через 3 месяца после записи, заняв 2-ю позицию и продержавшись на ней в течение 6 недель; итоговые продажи достигли почти миллиона копий.
- 1988 — Кинопремия Японской академии[англ.]* по совокупности заслуг в кинематографе (посмертно)[13]

## Фильмография
Фильмография скомпилирована по профилям Цуруты в нескольким кинобазах, указанных в разделе «Ссылки»; при разночтении чтения названия/имени предпочтение отдавалось японоязычным базам как более близким к первоисточнику. Многие имена исполненных персонажей, по которым возникли проблемы из-за вариативности чтения иероглифов в японском, оставлены в японской записи до уточнения (помощь участников с хорошим знанием японской ономастики приветствуется).

### Работы в кинематографе (для «большого экрана»)

#### 1940-е годы
| Год  | Японские названия   | Транскрипции                   | Международные или ориг. западные названия | Русские названия или Смысловые переводы оригинала | Роли           | Релиз |
| ---- | ------------------- | ------------------------------ | ----------------------------------------- | ------------------------------------------------- | -------------- | ----- |
| 1948 | 遊侠の群れ          | Yūkyō no mure                  | Crowd of Aso                              | Компания игроков / букв. Благородная толпа        | Сакити         |       |
| 1949 | わが恋は燃えぬ      | Waga koi wa moenu              |                                           | букв. Наша любовь не сгорает                      | Мицуо Кубо     |       |
| 1949 | フランチェスカの鐘  | Francesca no kane              |                                           | букв. Колокол Франчески                           | Сёго Танахаси  |       |
| 1949 | 殺人鬼              | Satsujinki                     |                                           | букв. Зверское убийство                           | Горо Симамото  |       |
| 1949 | 薔薇はなぜ紅い      | Bara hanase akai               |                                           |                                                   | Акира Уодзуми  |       |
| 1949 | 恋愛三羽烏          | Renai sanbagarasu              |                                           | букв. «Три орла» любви                            | Цуда           |       |
| 1949 | 影法師 寛永坂の決闘 | Kagebōshi: Kan’eisaka no kettō |                                           |                                                   | Синдзиро Уцуки |       |

#### 1950-е годы
| Год  | Японские названия   | Транскрипции                   | Международные или ориг. западные названия | Русские названия или Смысловые переводы оригинала | Роли           | Релиз |
| ---- | ------------------- | ------------------------------ | ----------------------------------------- | ------------------------------------------------- | -------------- | ----- |
| 1950 | 続影法師 龍虎相搏つ | Zoku kagebōshi: Ryūkoaiutsutsu |                                           |                                                   | Синдзиро Уцуки | VHS   |
| 1950 | 栄光への道          | Eikō he no dō                  |                                           |                                                   | Нагаи          |       |
| 1950 | 危険な年令          | Kiken nenrei                   |                                           | букв. Опасный возраст                             |                | DVD   |
| 1950 | 童貞                | Dōtei                          |                                           | букв. Целомудрие                                  |                |       |
| 1950 | 春の潮              |                                |                                           |                                                   |                |       |
| 1950 | 接吻第一号          | Seppun daiichigō               |                                           | букв. Первый поцелуй                              |                |       |
| 1950 | 大学の虎            |                                |                                           | букв. Университетский тигр / пьяница              |                | DVD   |
| 1950 | 悲恋華              |                                |                                           | букв. Цветы несчастной любви                      |                |       |
| 1950 | エデンの海          | Eden no umi                    |                                           | букв. Эдемское море                               | Нандзё         |       |
| 1950 | 薔薇合戦            | Bara kassen                    | Battle of Roses                           | букв. Битва цветов                                | Таро Энти      | DVD   |
| 1950 | 黒い花              | Kuroi hana                     |                                           | букв. Чёрный цветок                               | Асакава        |       |

| Год  | Японские названия | Транскрипции           | Международные или ориг. западные названия | Русские названия или Смысловые переводы оригинала | Роли                               | Релиз |
| ---- | ----------------- | ---------------------- | ----------------------------------------- | ------------------------------------------------- | ---------------------------------- | ----- |
| 1951 | 地獄の血闘        | Jigoku no chitō        |                                           | букв. Кровавая битва в аду                        | Гэдзиро                            |       |
| 1951 | 乾杯！若旦那      | Kanpai! wakadanna      |                                           | букв. За вас, молодой господин!                   | Тагава                             |       |
| 1951 | 海を渡る千万長者  | Umiowataru senbanchōja |                                           | букв. Заморский / заокеанский миллиардер          | 栗田                               |       |
| 1951 | 怪搭伝            | Kaitō den              |                                           |                                                   | 菅野新四郎, 矢部源之丞, 安財芳太郎 |       |
| 1951 | 男の哀愁          | Otoko no aishū         |                                           | букв. Мужская грусть                              | Масао Кодзима                      | DVD   |
| 1951 | 獣の宿            | Kedamono no yado       | The Den of Beasts                         | букв. Логово зверя / чудовищ                      | Кэн                                | DVD   |
| 1951 | 東京のお嬢さん    | Tōkyō no ojōsan        |                                           | букв. Девушка из Токио                            | Масахико                           |       |
| 1951 | 若い季節          | Wakai kisetsu          |                                           | букв. Юная пора                                   | 岸達夫                             |       |
| 1951 | 天使も夢を見る    | Tenshi mo yume o miru  |                                           | букв. И ангелы видят сны                          | Рёхэй Ёдогава                      |       |
| 1951 | 飛び出した若旦那  | Tobidasita wakadanna   |                                           |                                                   | 鶴川浩工                           |       |
| 1951 | あの丘越えて      | Ano oka koete          | Cross that Hill                           | букв. Вон там, за холмом                          | 能代大助                           | DVD   |

| Год  | Японские названия  | Транскрипции                | Международные или ориг. западные названия | Русские названия или Смысловые переводы оригинала  | Роли                     | Релиз   |
| ---- | ------------------ | --------------------------- | ----------------------------------------- | -------------------------------------------------- | ------------------------ | ------- |
| 1952 | 唄くらべ青春三銃士 | Uta kurabe seishun sanjūshi |                                           |                                                    | 由比正雪                 |         |
| 1952 | 若人の誓い         | Wakōdo no chikai            |                                           | букв. Клятвы молодых                               | 三谷良平                 |         |
| 1952 | 本日休診           | Honjitsu kyūshin            | No Patient’s Today                        | букв. Сегодня приёма нет                           | Kakichi                  | DVD     |
| 1952 | 東京騎士伝         | Tōkyō kishi den             |                                           | букв. Легенда о токийском всаднике                 | 山部真吉                 |         |
| 1952 | 坊ちゃん重役       | Bocchan jūyaku              |                                           | букв. Директор-«маменькин сынок»                   | 長谷部山太郎             |         |
| 1952 | お茶漬の味         | Ochazuke no aji             | The Flavor of Green Tea over Rice         | Вкус простой пищи / букв. Вкус риса с зелёным чаем | Нобору Окада / «Нон-тян» | VHS DVD |
| 1952 | 弥太郎笠           | Yatarō-gasa                 |                                           | букв. «Бамбуковая/соломенная шляпа Ятаро»          | Рянко-но-Ятаро           | VHS DVD |

| Год  | Японские названия      | Транскрипции                        | Международные или ориг. западные названия | Русские названия или Смысловые переводы оригинала | Роли                  | Релиз |
| ---- | ---------------------- | ----------------------------------- | ----------------------------------------- | ------------------------------------------------- | --------------------- | ----- |
| 1953 | 学生社長               | Gakusei shachō                      |                                           | букв. Студент-директор компании                   | Дзётаро               |       |
| 1953 | ハワイの夜             | Hawai no yoru                       |                                           | букв. Ночь на Гавайях                             | 加納明                |       |
| 1953 | 闘魂                   | Tōkon                               |                                           | букв. Боевой дух                                  | Асадзиро              |       |
| 1953 | 岸壁                   | Ganpeki                             |                                           |                                                   | Киномото              |       |
| 1953 | ひばりの歌う玉手箱     | Hibari no Utau tamatebako           |                                           | букв. Шкатулка песен                              |                       |       |
| 1953 | 雲ながるる果てに       | Kumo nagaruru hate ni               | Beyond the Clouds                         | Вслед за плывущими облаками                       | лейтенант Отаки       | DVD   |
| 1953 | 野戦看護婦             | Yasen kangofu                       |                                           | букв. Фронтовые санитарки                         | лейтенант ВМФ Ямамото | DVD   |
| 1953 | 薔薇と拳銃             | Bara to kenjū                       |                                           | букв. Пистолет и роза                             | 梶川昌三              |       |
| 1953 | 花の生涯 彦根篇 江戸篇 | Hana no shōgai: Hikone-hen, Edo-hen |                                           | букв. Биография цветка: книга Хаконе, книга Эдо   | борец Васитиро        |       |

| Год  | Японские названия      | Транскрипции                            | Международные или ориг. западные названия | Русские названия или Смысловые переводы оригинала | Роли              | Релиз |
| ---- | ---------------------- | --------------------------------------- | ----------------------------------------- | ------------------------------------------------- | ----------------- | ----- |
| 1954 | 蛮から社員             | Bankara shain                           |                                           |                                                   | 西村浩一          |       |
| 1954 | 美空ひばりの春は唄から | Misora Hibari no Haru wa uta kara       | Hibari Misora’s Spring is from Song       |                                                   |                   |       |
| 1954 | 叛乱                   | Hanran                                  |                                           | букв. Восстание                                   | ефрейтор Накамура | DVD   |
| 1954 | 日の果て               | Hi no hate                              | To the End of the Sun                     | На исходе дня                                     | лейтенант Удзи    | DVD   |
| 1954 | 愛染かつら             | Aizen Katsura                           |                                           |                                                   |                   | DVD   |
| 1954 | 昨日と明日の間         | Kinō to ashita no aida                  | Between Yesterday and Tomorrow            |                                                   | 白戸魁太郎        | DVD   |
| 1954 | やくざ囃子             | Yakuza hayashi                          |                                           | букв. Оркестр якудза                              | «Дождливый» Ятаро |       |
| 1954 | 浅草の夜               | Asakusa no yoru                         |                                           | букв. Вечер / ночь в Асакусе                      | Сусуму Ямаура     |       |
| 1954 | 此村大吉               | Konomura Daikichi                       |                                           | букв. Дайкити Кономура                            | Дайкити Кономура  |       |
| 1954 | 忠臣蔵 花の巻、雪の巻  | Chushingura: hana no maki, yuki no maki |                                           | букв. Тюсингура: книга цветов, книга снегов       | Мори Кохэйта      | DVD   |
| 1954 | 結婚記                 | Kekkon ki                               |                                           | букв. Летопись брака                              |                   |       |

| Год  | Японские названия         | Транскрипции                             | Международные или ориг. западные названия         | Русские названия или Смысловые переводы оригинала                                | Роли             | Релиз |
| ---- | ------------------------- | ---------------------------------------- | ------------------------------------------------- | -------------------------------------------------------------------------------- | ---------------- | ----- |
| 1955 | 男性No.1                  | Dansei No.1                              | No.1 Man / A Man Among Men                        | букв. Мужчина № 1 / Мужчина из мужчин                                            | Кэн              |       |
| 1955 | 俺も男さ                  | Ore mo otoko sa                          |                                                   | букв. Я тоже мужчина                                                             | 風巻大作         |       |
| 1955 | 風雪講道館                | Fūsetsu kōdōkan                          |                                                   |                                                                                  | Юдзиро           |       |
| 1955 | 獄門帳                    | Gokumonchō                               |                                                   | букв. Дверь тюрьмы                                                               | Кёносукэ Саэгуса |       |
| 1955 | 続・宮本武蔵 一乗寺の決闘 | Zoku Miyamoto Musashi: Ichijōji no kettō | Samurai II: Duel at Ichijoji Temple               | Самурай 2: Дуэль у храма / букв. Миямото Мусаси II: Поединок в (храме) Итидзёдзи | Сасаки Кодзиро   | VHS   |
| 1955 | 女の学校                  | Onna no gakkō                            |                                                   | букв. Школа для девочек                                                          | 佐山信一         |       |
| 1955 | 愛の歴史                  | Ai no rekishi                            |                                                   | букв. История / прошлое любви                                                    | Киёси Оноги      |       |
| 1955 | 婦系図 湯島の白梅         | Fu keizu: Yushima no shiraume            | The Romance of Yushima / The White Sea of Yushima | букв. Родословная женщины: Белая слива Юсимы                                     | 早瀬主税         | DVD   |
| 1955 | 帰って来た若旦那          | Kaettekita wakadanna                     |                                                   | букв. Молодой господин вернулся                                                  | Сюити Кисимото   |       |
| 1955 | 応仁絵巻 吉野の盗族       | Ōunin emaki: Yoshino no zoku             |                                                   | букв. История в картинках годов Онин: Семья Ёсино                                | Укон             |       |

| Год  | Японские названия         | Транскрипции                                     | Международные или ориг. западные названия | Русские названия или Смысловые переводы оригинала                                         | Роли                       | Релиз |
| ---- | ------------------------- | ------------------------------------------------ | ----------------------------------------- | ----------------------------------------------------------------------------------------- | -------------------------- | ----- |
| 1956 | あばれ行燈                | Abare andō                                       |                                           |                                                                                           | Сютаро из Нумадзу          | DVD   |
| 1956 | 宮本武蔵完結編 決闘巌流島 | Miyamoto Musashi kanketsu-hen: Kettō Ganryū-jima |                                           | Самурай 3: Поединок на острове / букв. Миямото Мусаси, завершение: Поединок на Ганрюдзиме | Сасаки Кодзиро             | DVD   |
| 1956 | 暗黒街                    | Ankogugai                                        | The Underworld                            | букв. Преступный мир                                                                      | Такао Сёдзи                |       |
| 1956 | 四人の誓い                | Yottari no chikai                                |                                           | букв. Клятва четырёх                                                                      | 鶴見浩介                   |       |
| 1956 | 火花                      | Hibana                                           | Spark                                     | букв. Искра                                                                               | Дзёдзи Исидзука            |       |
| 1956 | 無法者の島                | Muhōmono no shima                                |                                           | букв. Беззаконный остров                                                                  |                            |       |
| 1956 | 与太者と若旦那            | Yotamono to wakadanna                            |                                           | букв. Хулиган и молодой господин                                                          | Фудзии Кэйтаро, Савада Кэн |       |
| 1956 | 殉愛                      | Jun’ai                                           |                                           | букв. Жертвенная любовь                                                                   | Тосиро Ито                 |       |
| 1956 | 眠狂四郎無頼控            | Nemuri Kyōshirō burai hikae                      |                                           | прим. Нэмури Кёсиро пытается сторониться ссор                                             | Нэмури («Сонный») Кёсиро   | DVD   |

| Год  | Японские названия              | Транскрипции                                   | Международные или ориг. западные названия | Русские названия или Смысловые переводы оригинала | Роли                        | Релиз |
| ---- | ------------------------------ | ---------------------------------------------- | ----------------------------------------- | ------------------------------------------------- | --------------------------- | ----- |
| 1957 | いとはん物語                   | Itohan monogatari                              |                                           |                                                   | 友七                        |       |
| 1957 | 慕情の河                       | Bojō no kawa                                   |                                           | букв. Река любви                                  | 橋田洋介                    |       |
| 1957 | 眠狂四郎無頼控 第二話 円月殺法 | Nemuri Kyōshirō burai hikae 2: Engetsu satsuhō |                                           | Смертельный круг полной луны                      | Нэмури Кёсиро               | DVD   |
| 1957 | 柳生武芸帳                     | Yagyū bugeichō                                 | Yagyu Secret Scrolls                      | букв. Свитки боевого/воинского искусства Ягю      | «туманный» Сэнсиро          |       |
| 1957 | おしどり喧嘩笠                 | Oshidori kenkagasa                             |                                           |                                                   | Исиро                       | DVD   |
| 1957 | 地獄花                         | Jigoku-bana                                    |                                           | букв. Адский цветок                               | отшельник Кацу              |       |
| 1957 | 最後の脱走                     | Saigo no dassō                                 | The Last Pursuit                          | букв. Последнее бегство                           | военврач лейтенант Мунэката |       |
| 1957 | 冥土の顔役                     | Meido no kaoyaku                               |                                           | букв. Глава «того света»                          | контр-адмирал Дзиро Нанго   |       |

| Год  | Японские названия          | Транскрипции                              | Международные или ориг. западные названия | Русские названия или Смысловые переводы оригинала                                           | Роли                      | Релиз |
| ---- | -------------------------- | ----------------------------------------- | ----------------------------------------- | ------------------------------------------------------------------------------------------- | ------------------------- | ----- |
| 1958 | 柳生武芸帳 双龍秘剣        | Yagyū bugeichō: Sōryū hi ken              | Yagyu Secret Scrolls: Ninjitsu — Part II  | букв. Свитки боевого искусства Ягю: Секретный меч двойного дракона                          | ниндзя Оцуки Сэнсиро      |       |
| 1958 | 春高樓の花の宴             | Haru kōrō no hana no en                   |                                           | прим. Праздник цветов в тереме весны                                                        | Мицуо Охара               |       |
| 1958 | 母                         | Haha                                      |                                           | букв. Мама                                                                                  | Ямагава                   |       |
| 1958 | 忠臣蔵                     | Chūshingura                               | The Loyal 47 Ronin                        | букв. Тюсингура / Сказание о 47 верных ронинах                                              | Окано Канъэмон            | DVD   |
| 1958 | 天竜しぶき笠               | Tenryū shibuki gasa                       |                                           | букв. Соломенная шляпа и брызги Тэнрю                                                       | Наканори Синдзо           |       |
| 1958 | 天保水滸伝                 | Tenpō Suikoden                            |                                           | букв. Речные заводи эпохи Тэмпо                                                             | Хиратэ Мики               | DVD   |
| 1958 | 旅姿鼠小僧                 | Tabisugata Nezumi Kozō                    | Rat Kid on Journey                        | букв. Нэдзуми Кодзо в дорожной одежде                                                       | Дзирокити «Нэдзуми Кодзо» |       |
| 1958 | 眠狂四郎無頼控 魔剣地獄    | Nemuri Kyōshirō burai hikae: Maken jigoku | The Spell of the Hidden Gold              | Заклятье спрятанного золота / прим. Нэмури Кёсиро пытается сторониться ссор: Проклятие меча | Нэмури Кёсиро             |       |
| 1958 | 弥次喜多道中 記夫婦篇 双六 | Yaji Kita dōchū: Ki fūfu hen / Sugoroku   |                                           | общ. букв. Путешествие Ядзи и Киты                                                          | аптекарь Какутаро         |       |

| Год  | Японские названия | Транскрипции                  | Международные или ориг. западные названия                      | Русские названия или Смысловые переводы оригинала | Роли                     | Релиз |
| ---- | ----------------- | ----------------------------- | -------------------------------------------------------------- | ------------------------------------------------- | ------------------------ | ----- |
| 1959 | 暗黒街の顔役      | Ankokugai no kaoyaku          | Boss of the Underworld / Tales of the Underworld: The Big Boss | Большой босс / букв. Заправила преступного мира   | якудза Рюта Комацу       | DVD   |
| 1959 | 愛情不動          | Aijō fudō                     |                                                                |                                                   | Ёкити Такэути            |       |
| 1959 | 森の石松幽霊道中  | Mori no Ishimatsu yūrei dōchū | Ichimatsu Travels with Ghosts                                  | букв. Путешествие Исимацу-из-Мори с призраками    | Мицугоро-с-развилки      |       |
| 1959 | 戦国群盗伝        | Sengoku guntō-den             | Saga of the Vagabonds                                          | букв. Легенда о разбойниках (эпохи) Сэнгоку       | Кэйтаро                  |       |
| 1959 | 暴れん坊森の石松  | Abarenbo Mori no Ishimatsu    |                                                                | букв. Буйный Исимацу из Мори                      | Мицугоро-с-развилки      |       |
| 1959 | 独立愚連隊        | Dokuritsu gurentai            | Desperado Outpost                                              | букв. Независимая банда                           | вожак конных разбойников | DVD   |
| 1959 | 夜を探がせ        | Yoru o tangase                | The Doom of Night                                              |                                                   | Горо Саэки               |       |
| 1959 | 日本誕生          | Nippon tanjō                  | The Birth of Japan / Age of the Gods / The Three Treasures     | Рождение Японии                                   | старший брат Кумасо      | DVD   |
| 1959 | 夜霧の決闘        | Yogiri no kettō               |                                                                | букв. Схватка в ночном тумане                     | Кэндзи                   |       |

#### 1960-е годы
| Год  | Японские названия                       | Транскрипции                                   | Международные или ориг. западные названия        | Русские названия или Смысловые переводы оригинала                                    | Роли                     | Релиз |
| ---- | --------------------------------------- | ---------------------------------------------- | ------------------------------------------------ | ------------------------------------------------------------------------------------ | ------------------------ | ----- |
| 1960 | 暗黒街の対決                            | Ankokugai no taiketsu                          | The Last Gunfight                                | прим. Разборка в преступном мире                                                     | Тэцуо Мураяма            | DVD   |
| 1960 | 電送人間                                | Densō ningen                                   | The Secret of the Telegian / The Telegraphed Man | букв. Телеграфируемый человек                                                        | журналист Масару Кириока | DVD   |
| 1960 | ハワイ・ミッドウェイ大海空戦 太平洋の嵐 | Hawai Middouei daikaikūsen: Taiheiyō no arashi | Storm Over the Pacific / I Bombed Pearl Harbor   | букв. Гавайско-Мидуэйская воздушно-морская битва: Буря в Тихом океане                | капитан Томонари         | DVD   |
| 1960 | 大学の山賊たち                          | Daigaku no sanzoku-tachi                       |                                                  |                                                                                      | 湯山登                   |       |
| 1960 | 砂漠を渡る太陽                          | Sabaku o wataru taiyō                          |                                                  | Солнце пересекает пустыню                                                            | 曽田力                   |       |
| 1960 | 風流深川唄                              | Fūryū fukagawa uta                             | Deep river melody                                | букв. Песня течения глубокой реки                                                    | Тёдзо                    |       |
| 1960 | 半七捕物帖 三つの謎                     | Hanshichi torimonochō: Mitsu no nazo           | Rider with a Guitar                              | Три случая из практики сыщика Хансити / букв. Детективные истории Хансити: три тайны | мелкий аферист Итаро     |       |
| 1960 | 森の石松鬼より恐い                      | Mori no Ishimatsu oniyori kowai                |                                                  |                                                                                      | Ситигоро                 |       |
| 1960 | 狐剣は折れず 月影一刀流                 | Koken wa orezu: Tsukikage ittō-ryū             | The Thirsty Blade                                |                                                                                      | Микогами Гэнсиро         | DVD   |

| Год  | Японские названия    | Транскрипции                   | Международные или ориг. западные названия         | Русские названия или Смысловые переводы оригинала | Роли                        | Релиз |
| ---- | -------------------- | ------------------------------ | ------------------------------------------------- | ------------------------------------------------- | --------------------------- | ----- |
| 1961 | 俺が地獄の手品師だ   | Ore ga jigoku no tejina-shi da |                                                   | букв. Я фокусник из ада                           | посыльный Тиса              | DVD   |
| 1961 | 鳴門秘帖             | Naruto hijō                    |                                                   | букв. Секретные записи Наруто                     | Норидзуки Гэнносукэ         |       |
| 1961 | 地獄に真紅な花が咲く | Jigoku ni makkana hanagasaku   |                                                   |                                                   | ハリケーンの鉄, 海音寺孝    |       |
| 1961 | 白馬城の花嫁         | Hakuba-jō no hanayome          |                                                   | букв. Невеста замка Хакуба                        | «молодой господин» Киритаро | DVD   |
| 1961 | 花と嵐とギャング     | Hana to arashi to gyangu       | The Flower, the Storm, and the Gang               | букв. Цветок, буря и банда                        | «Гонконгский Джо»           | DVD   |
| 1961 | 荒原牧場の決闘       |                                |                                                   |                                                   | 谷川耕三                    |       |
| 1961 | 幽霊島の掟           | Yūrei-jima no okite            | Law in Ghost Island / Smugglers in the Ghost Land | прим. Закон чёртова острова                       | 海蛇の麻之助                | DVD   |
| 1961 | モーガン警部と謎の男 | Moogan keibu to nazo no otoko  | Policeman Morgan and a Man of Mystery             | букв. Полицейский Морган и таинственный мужчина   | Кадзэхая                    |       |
| 1961 | 黄色い風土           | Kiiroi fūdo                    |                                                   |                                                   | Сиро Вакамия                |       |
| 1961 | 湖畔の人             | Kohan no hito                  |                                                   |                                                   | 緒方覚太郎                  |       |

| Год  | Японские названия           | Транскрипции                            | Международные или ориг. западные названия | Русские названия или Смысловые переводы оригинала | Роли                      | Релиз |
| ---- | --------------------------- | --------------------------------------- | ----------------------------------------- | ------------------------------------------------- | ------------------------- | ----- |
| 1962 | 南太平洋波高し              | Minamitaiheiyō hakōshi                  | The Kamikaze — Suicide Soldiers           |                                                   | Дайкоку                   |       |
| 1962 | 霧の港の赤い花              | Kiri no minato no akai hana             |                                           | букв. Алый цветок туманной гавани                 | Хироси Савада             |       |
| 1962 | さくら判官                  | Sakura hangan                           | The Cherry Blossom Judge                  | букв. Судья/магистрат с сакурой                   | Мацудайра Наоносукэ       | DVD   |
| 1962 | 誇り高き挑戦                | Hokoritakaki chōsen                     | The Proud Challenge                       | букв. Гордый вызов / Честный вызов                | репортёр-коммунист Куроки | DVD   |
| 1962 | 松本清張のスリラー 考える葉 | Matsumoto Seichō no surirā: Kangaeru ha |                                           |                                                   | Дайдзо Иноуэ              |       |
| 1962 | ギャング対ギャング          | Gyangu tai gyangu                       | Gang Vs. Gang                             | букв. Банда против банды                          | Мидзухара                 | DVD   |
| 1962 | 地獄の裁きは俺がする        | Jigoku no sabaki wa ore gasuru          | The Judge of the Underworld               |                                                   | Одзаки                    |       |
| 1962 | 八月十五日の動乱            | Hachigatsu jūgonichi no dōran           |                                           | букв. Волнения 15 августа                         | Хиро Накадзима            |       |
| 1962 | 三百六十五夜                | Sanbyaku rokujūgo ya                    | 365 nights                                | букв. 365 ночей                                   | маэстро Миядзима          |       |
| 1962 | 暗黒街最後の日              | Ankokugai saigo no hi                   | Hell’s Kitchen                            | букв. Последний день преступного мира             | Киёсукэ Накабэ            | DVD   |
| 1962 | ギャング対Ｇメン            | Gyangu tai G-men                        | Gang vs. G-Men                            | букв. Банда против служителей закона              | Рёдзи Тодзима             |       |
| 1962 | 裏切者は地獄だぜ            | Uragirimono wa jigoku da ze             |                                           | букв. Предателям — пекло!                         | Джо-кубинец               |       |

| Год  | Японские названия             | Транскрипции                              | Международные или ориг. западные названия | Русские названия или Смысловые переводы оригинала                   | Роли                     | Релиз |
| ---- | ----------------------------- | ----------------------------------------- | ----------------------------------------- | ------------------------------------------------------------------- | ------------------------ | ----- |
| 1963 | 暗黒街の顔役 十一人のギャング | Ankokugai no kaoyaku: Jūichinin no gyangu | Eleven Gangsters                          | 11 гангстеров / букв. Заправилы преступного мира: банда одиннадцати | Гондо                    | DVD   |
| 1963 | ギャング対Ｇメン 集団金庫破り | Gyangu tai G-men: shūdan kinkoyaburi      |                                           | букв. Банда против силовиков: Взломщики сейфов                      | Сиро Кикугава            |       |
| 1963 | 人生劇場 飛車角               | Jinsei gekijō: Hishakaku                  | Theater of Life: Hishakaku                | букв. Театр человеческой жизни: Хисякаку                            | Хисякаку (Какутаро Ёсии) | DVD   |
| 1963 | 人生劇場 続飛車角             | Jinsei gekijō: Zoku Hishakaku             |                                           | букв. Театр человеческой жизни: Хисякаку (продолжение)              | Хисякаку (Какутаро Ёсии) |       |
| 1963 | 暗黒街最大の決闘              | Ankokugai saidai no kettō                 |                                           | букв. Величайшая схватка в преступном мире                          | Кэнъити Охира            |       |
| 1963 | 暴力団                        | Bōryokudan                                |                                           | букв. Банда / шайка / якудза                                        | Дзё Сакураги             |       |
| 1963 | 昭和侠客伝                    | Shōwa kyoukaku den                        |                                           | букв. Сказ о рыцаре/рыцарях эпохи Сёва                              | Сигэмунэ                 |       |
| 1963 | 次郎長三国志                  | Jirōchō sangokushi                        | Kingdom of Jirocho                        | букв. Троецарствие Дзиротё                                          | Дзиротё из Симидзу       | DVD   |
| 1963 | ギャング忠臣蔵                | Gyangu Chūshingura                        | Gang Chushingura                          | прим. Гангстерская Тюсингура                                        | 田原星夫                 | VHS   |
| 1963 | 続・次郎長三国志              | Zoku Jirōchō sangokushi                   |                                           | букв. Троецарствие Дзиротё: продолжение                             | Дзиротё из Симидзу       |       |

| Год  | Японские названия          | Транскрипции                   | Международные или ориг. западные названия | Русские названия или Смысловые переводы оригинала | Роли               | Релиз |
| ---- | -------------------------- | ------------------------------ | ----------------------------------------- | ------------------------------------------------- | ------------------ | ----- |
| 1964 | 東京ギャング対香港ギャング | Tōkyō gyangu tai Honkon gyangu |                                           | букв. Банда Токио против банды Гонконга           | Фудзисима          |       |
| 1964 | 次郎長三国志 第三部        | Jirōchō sangokushi 3           |                                           | букв. Троецарствие Дзиротё-3                      | Симидзу-но-Дзиротё |       |
| 1964 | 人生劇場 新・飛車角        | Jinsei gekijō: Shin Hishakaku  |                                           | букв. Театр человеческой жизни: Новый Хисякаку    | Какутаро Ёсии      |       |
| 1964 | 銃殺                       | Jūsatsu                        |                                           | букв. Расстрел                                    | капитан Андо       |       |
| 1964 | 博徒                       | Bakuto                         |                                           | букв. Игроки                                      | Исабуро Татибана   |       |
| 1964 | 竜虎一代                   | Ryūko ichidai                  |                                           | букв. Поколение тигров и драконов                 | косильщик Синдзиро |       |
| 1964 | 監獄博徒                   | Kangoku bakuto                 |                                           | букв. Тюремный игрок                              | Исабуро Татибана   |       |
| 1964 | 博徒対テキ屋               | Bakuto tai tekiya              |                                           | букв. Игроки против закусочной                    | Рютаро Кидзима     |       |

| Год  | Японские названия           | Транскрипции                            | Международные или ориг. западные названия | Русские названия или Смысловые переводы оригинала                    | Роли                   | Релиз |
| ---- | --------------------------- | --------------------------------------- | ----------------------------------------- | -------------------------------------------------------------------- | ---------------------- | ----- |
| 1965 | 顔役                        | Kaoyaku                                 | The Boss                                  | букв. Босс                                                           | 中神正治               | DVD   |
| 1965 | 日本侠客伝 浪花篇           | Nihon kyōkakuden: Naniwa-hen            | The Aggregate Struggle                    | букв. Легенды о рыцарях Японии: Нанива                               | Горо Фуюмура           |       |
| 1965 | いれずみ判官                | Irezumi hangan                          |                                           | букв. Татуированный судья/магистрат                                  | Тояма Кинсиро          |       |
| 1965 | 関東流れ者                  | Kantō nagare-sha                        |                                           | букв. Бродяга из Канто                                               | Сэйдзиро Отани         |       |
| 1965 | 暗黒街仁義                  | Ankokugai jingi                         |                                           | букв. Мораль преступного мира                                        | Тору Цубуки            |       |
| 1965 | 関東やくざ者                | Kantō yakuza-sha                        |                                           | букв. Якудза из Канто                                                | Сэйдзиро Отани         |       |
| 1965 | 日本侠客伝 関東篇           | Nihon kyōkakuden: Kantō-hen             |                                           | букв. Легенды о рыцарях Японии: Канто                                | Кацудзи Эдзима         |       |
| 1965 | 次郎長三国志 甲州路殴り込み | Jirōchō sangokushi: Kōshū-ji nagurikomi |                                           | букв. Троецарствие Дзиротё: Налёт на Косюйской дороге                | Дзиротё из Симидзу     |       |
| 1965 | 明治侠客伝 三代目襲名       | Meiji kyōkakuden: Sandaime shūmei       | Blood of Revenge                          | Кровь мести / букв. Легенды о рыцарях эпохи Мэйдзи: третье поколение | Асадзиро Кикути        | DVD   |
| 1965 | 任侠男一匹                  | Ninkyō otoko ippiki                     |                                           | букв. Благородный мужчина из мужчин                                  | «Сумеречный» Кикудзиро |       |
| 1965 | 関東破門状                  | Kantō hamon-jō                          |                                           | букв. Отлучение в Канто                                              | Ясабуро Титибу         |       |
| 1965 | 無頼漢仁義                  | Buraikan jingi                          |                                           | букв. Мораль негодяев                                                | Осаму Инамура          |       |
| 1965 | 関東果し状                  | Kantō hatashijō                         |                                           | букв. Вызов на поединок в Канто                                      | Масадзиро Такии        |       |

| Год  | Японские названия         | Транскрипции                               | Международные или ориг. западные названия | Русские названия или Смысловые переводы оригинала                 | Роли              | Релиз |
| ---- | ------------------------- | ------------------------------------------ | ----------------------------------------- | ----------------------------------------------------------------- | ----------------- | ----- |
| 1966 | 日本侠客伝 血斗神田祭り   | Nihon kyōkakuden: Chito Kandamatsuri       |                                           | букв. Легенды о рыцарях/благородных Японии: Кровь на Канда-мацури | Тёдзи             |       |
| 1966 | 昭和最大の顔役            | Shōwa saidai no kaoyaku                    |                                           | букв. Величайший босс эры Сёва                                    | Огата             |       |
| 1966 | 日本大侠客                | Nihon’oo kyōkaku                           |                                           | букв. Благородные люди/рыцари Японии                              | Исокити Ёсида     |       |
| 1966 | 兄弟仁義                  | Kyōdai jingi                               | Family Obligations                        | Обязательства братства                                            | Эйдзиро Фудзиками |       |
| 1966 | 関東やくざ嵐              | Kantō yakuza arashi                        |                                           |                                                                   | Кикухару Огата    |       |
| 1966 | 遊侠三代                  | Yūkyō sandai                               |                                           | букв. Три поколения благородных                                   | Юдзиро Сакакихара |       |
| 1966 | 大陸流れ者                | Tairiku nagaremono                         |                                           | букв. Скиталец по континенту                                      | Гиндзиро          |       |
| 1966 | 博徒七人                  | Bakuto shichinin                           | Seven Gamblers                            | букв. Семь игроков                                                | Хандзиро          |       |
| 1966 | 続兄弟仁義                | Zoku kyōdai jingi                          |                                           | букв. Обязательства братства: продолжение                         | Тёдзиро Инагами   |       |
| 1966 | 日本暗黒街                | Nihon ankokugai                            | Rub Out the Past                          | букв. Преступный мир Японии / Японская мафия                      | Такэси Кагэяма    |       |
| 1966 | 侠客三国志 佐渡ケ島の決斗 | Kyōkaku sangokushi: Sawatagashima no ketto |                                           |                                                                   | Сэйдзиро          |       |
| 1966 | お尋ね者七人              | Otazunemono shichinin                      |                                           | букв. Семеро в розыске                                            | Хандзиро          |       |
| 1966 | 兄弟仁義 関東三兄弟       | Kyōdai jingi: Kantōzō kyōdai               |                                           |                                                                   | 一力良次郎        |       |

| Год  | Японские названия                   | Транскрипции                               | Международные или ориг. западные названия | Русские названия или Смысловые переводы оригинала | Роли                    | Релиз |
| ---- | ----------------------------------- | ------------------------------------------ | ----------------------------------------- | ------------------------------------------------- | ----------------------- | ----- |
| 1967 | 暗黒街シリーズ 荒っぽいのは御免出せ | Ankokugai series: Arappoi no wa gomen dase |                                           |                                                   |                         |       |
| 1967 | 博奕打ち                            | Bakuchi-uchi                               | Gamblers                                  | букв. Заядлые игроки                              | Гиндзиро Кайдзу         | DVD   |
| 1967 | 組織暴力                            | Soshiki bōryoku                            | Organized Violence                        | букв. Организованное насилие                      | (камео)                 |       |
| 1967 | 男の勝負 仁王の刺青                 | Otoko no shōbu: Niō no irezumi             |                                           | букв. Мужские игры: Татуировка небесных стражей   | Рюдзиро Конами          |       |
| 1967 | 解散式                              | Kaisan-shiki                               | The Break-up                              | Разрыв                                            | Рюдзо Саваки            |       |
| 1967 | 博奕打ち 一匹竜                     | Bakuchi-uchi: Itsupiki ryū                 | The Dragon Tattoo                         | букв. Заядлые игроки: Дракончик                   | татуировщик Унокити Аои | DVD   |
| 1967 | 兄弟仁義 続・関東三兄弟             | Kyōdai jingi: Zoku Kantō sankyōdai         |                                           |                                                   | 末広勝次郎              |       |
| 1967 | あゝ同期の桜                        | Aa Dōki no sakura                          | Diaries of the Kamikaze                   |                                                   |                         |       |
| 1967 | 男涙の波門状                        | Otoko namida no namimon-jō                 |                                           |                                                   | Тадахару Кикуити        |       |
| 1967 | 博奕打ち 不死身の勝負               | Bakuchi-uchi: Fujimi no shōbu              | Gamblers: Invincible Game                 |                                                   | 朝倉常太郎              | DVD   |
| 1967 | 渡世人                              | Toseinin                                   | The Gamblers' World                       | букв. Игроки / Якудза                             | 三上俊彦                |       |
| 1967 | 兄弟仁義 関東命知らず               | Kyōdai jingi: Kantō inochi series          |                                           | букв. Обязательства братства: Смельчаки из Канто  | 稲上長次郎              |       |
| 1967 | 浪花侠客伝 度胸七人斬り             | Naniwa kyōkakuden: Dokyō nana hitokiri     |                                           |                                                   | Эйдзиро Наоки           |       |
| 1967 | 続・渡世人                          | Zoku toseinin                              | The Gamblers' World II                    | букв. Игроки/якудза: продолжение                  | Сюкити                  |       |
| 1967 | 三人の博徒                          | Sannin no bakuto                           | Three Gamblers                            | букв. Трое игроков                                | Наодзиро Осима          |       |
| 1967 | 兄弟仁義 関東兄貴分                 | Kyōdai jingi: Kantō aniki-bun              | The Pledge of Brothers: Kanto Affair      | букв. Обязательства братства: Старший брат        | 稲上長次郎              |       |

| Год  | Японские названия           | Транскрипции                                | Международные или ориг. западные названия                 | Русские названия или Смысловые переводы оригинала   | Роли           | Релиз |
| ---- | --------------------------- | ------------------------------------------- | --------------------------------------------------------- | --------------------------------------------------- | -------------- | ----- |
| 1968 | 人間魚雷 あゝ回天特別攻撃隊 | Ningengyorai: Aa kaiten tokubetsu kōgekitai | Human Torpedoes                                           | букв. Люди-торпеды: Торпедный ударный отряд         | 大里史郎大尉   |       |
| 1968 | 博奕打ち 総長賭博           | Bakuchi-uchi: Sōchō tobaku                  | Big Time Gambling Boss / Gambler Series: The Great Casino | Игорный зал — босс игроков                          | Синдзиро Накаи | DVD   |
| 1968 | 男の勝負 白虎の鉄           | Otoko no shōbu: Byakko no Tetsu             | White Tiger, Tetsu                                        | букв. Мужские победы и поражения: «Белый Тигр» Тэцу |                |       |
| 1968 | 博徒解散式                  | Bakuto kaisan-shiki                         | Gambler’s Dispersion                                      |                                                     | 黒木徹         |       |
| 1968 | 極道                        | Gokudō                                      | The Fast Liver                                            | букв. Негодяй/безнравственный тип/преступник        | 杵島正         |       |
| 1968 | 博奕打ち 殴り込み           | Bakuchi-uchi: Nagurikomi                    | The Raid                                                  | букв. Заядлые игроки: Налёт                         | 小嵐幸次郎     |       |
| 1968 | 代貸                        |                                             | Three Chivalrous Men                                      |                                                     | 岡本隆三       |       |
| 1968 | 馬賊やくざ                  | Bazoku yakuza                               | The Bandits                                               | букв. (Конные) бандиты-якудза                       | Ёносукэ        |       |
| 1968 | あゝ予科練                  | Aa yokaren                                  | The Young Eagles of the Kamikaze                          |                                                     | капитан Кацура |       |
| 1968 | 侠客列伝                    | Kyokaku retsuden                            | Histories of the Chivalrous                               | букв. Жития благородных                             | Асадзиро Наоки |       |
| 1968 | 裏切りの暗黒街              | Uragiri no angokugai                        | The Cheating Underworld                                   | букв. Предательский/обманывающий преступный мир     | 矢島伍郎       |       |
| 1968 | いかさま博奕                | Ikasama bakuchi                             |                                                           | букв. Мошенническая игра                            | 明石常次郎     |       |
| 1968 | 人生劇場 飛車角と吉良常     | Jinsei gekijō: Hishakaku to Kiratsune       |                                                           | букв. Театр человеческой жизни: Хисякаку и Кирацунэ | Хисякаку       | DVD   |
| 1968 | 緋牡丹博徒 一宿一飯         | Hibotan bakuto: Isshuku ippan               | Red Peony Gambler 2: Gambler’s Obligation                 | Красный пион 2                                      | Сютаро Кадзама | DVD   |
| 1968 | 博徒列伝                    | Bakuto retsuden                             | A Long Line of Gamblers                                   | букв. Жития игроков/якудза                          | 若松勇次部     |       |

| Год  | Японские названия     | Транскрипции                        | Международные или ориг. западные названия                           | Русские названия или Смысловые переводы оригинала       | Роли            | Релиз |
| ---- | --------------------- | ----------------------------------- | ------------------------------------------------------------------- | ------------------------------------------------------- | --------------- | ----- |
| 1969 | 戦後最大の賭場        | Sengo saidai no toba                |                                                                     | букв. Самый большой игорный дом после войны             | 五木正治        |       |
| 1969 | 日本暴力団組長        | Nihon bōryokudan kumichō            | Japan Organized Crime Boss                                          | букв. Босс оргпреступности Японии / Босс японской мафии | Тэцуо Цукамото  |       |
| 1969 | 賞金稼ぎ              | Shōkinkasegi                        |                                                                     | букв. Охотник за головами                               | Токугава Иэсигэ |       |
| 1969 | 必殺博奕打ち          | Hissatsu bakuchi-uchi               |                                                                     |                                                         | Киндзиро        |       |
| 1969 | 緋牡丹博徒 鉄火場列伝 | Hibotan bakuto: Tekkaba retsuden    | Red Peony Gambler: Here Comes Oryu / Biographies of a Gambling Room | букв. Игрок «Багряный Пион»: Биографии из игорного зала | 仏壇三次        |       |
| 1969 | 日本暗殺秘録          | Nihon ansatsu hiroku                | Memoir of Japanese Assassins / Assassination Right Or Wrong         | букв. Секретные записи об убийствах в Японии            | 磯部浅一        | DVD   |
| 1969 | 日本暴力団 組長と刺客 | Nihon bōryokudan kumichō to shikaku |                                                                     | букв. Босс японской банды и убийца                      | 堀田光雄        |       |
| 1969 | 渡世人列伝            | Toseinin retsuden                   | Yakuza’s Tale                                                       | букв. Жития якудза                                      | Тёкити Инагаки  | DVD   |

#### 1970-е годы
| Год  | Японские названия     | Транскрипции                         | Международные названия | Русские названия или Смысловые переводы оригинала               | Роли              | Релиз |
| ---- | --------------------- | ------------------------------------ | ---------------------- | --------------------------------------------------------------- | ----------------- | ----- |
| 1970 | 現代任侠道 兄弟分     | Gendai ninkyō-dō: Kyōdaibun          |                        | букв. Современное рыцарство: Побратимы                          | Сэйдзи Накабэ     |       |
| 1970 | 血染の代紋            | Chizome no daimon                    |                        |                                                                 | Куроки            |       |
| 1970 | 任侠興亡史 組長と代貸 | Ninkyō kōbō-shi: Kumichō to daigashi |                        | букв. История величия и падения благородства: Босс и наследники | 風間哲            |       |
| 1970 | 博徒一家              | Bakuto ikka                          |                        | Игорный дом / букв. Дом игроков                                 | Сэйдзиро Татибана |       |
| 1970 | 博奕打ち 流れ者       | Bakuchi-uchi: Nagaremono             |                        | букв. Игрок: скиталец                                           | Эйдзиро Фунаки    |       |
| 1970 | 日本暴力団 組長くずれ | Nihon bōryokudan: Kumichō kuzure     |                        | букв. Японская мафия: бывший/падший босс                        | Тору Тэрадзима    |       |
| 1970 | 札つき博徒            | Fudatsuki bakuto                     | A Notorious Gambler    |                                                                 | Рюдзи Касиваги    |       |
| 1970 | 最後の特攻隊          | Saigo no tokkōtai                    | The Last Glory         | Последний камикадзе / букв. Последний из отрядов камикадзе      | капитан Мунэката  |       |
| 1970 | 日本侠客伝 昇り龍     | Nihon kyōkakuden: Nobori ryū         |                        | букв. Легенды о рыцарях/благородных Японии: Восходящий дракон   | Юдзи Симадзаки    |       |

| Год  | Японские названия       | Транскрипции                        | Международные названия              | Русские названия или Смысловые переводы оригинала                                    | Роли            | Релиз |
| ---- | ----------------------- | ----------------------------------- | ----------------------------------- | ------------------------------------------------------------------------------------ | --------------- | ----- |
| 1971 | 博徒外人部隊            | Bakuto Gaijinbutai                  | Gamblers in Okinawa                 | Сочувствие к неудачнику / Симпатия к неудачнику / букв. «Иностранный легион» игроков | 郡司益夫        |       |
| 1971 | 女渡世人                | Onna toseinin                       |                                     | букв. Женщина-якудза / Женщина-игрок                                                 | 筑波常治        |       |
| 1971 | 博奕打ち いのち札       | Bakuchi-uchi: Inochi satsu          |                                     |                                                                                      | Сэйдзиро Аикава |       |
| 1971 | 日本やくざ伝 総長への道 | Nihon yakuzaden: Sōchō he no michi  |                                     |                                                                                      | Минокити Каваи  |       |
| 1971 | 暴力団再武装            | Bōryokudan saibusō                  |                                     | Жестокая банда перевооружается / букв. Перевооружение банды                          | 若竹勇          |       |
| 1971 | 緋牡丹博徒 お命戴きます | Hibotan bakuto: Oinochi itadakimasu | Red Peony Gambler: Here to Kill You | букв. Игрок «Багряный Пион»: Вкусим Вашу жизнь                                       | Кикутаро Юки    |       |
| 1971 | 傷だらけの人生          | Kizudarake no jinsei                |                                     | букв. Жизнь полная ран/шрамов                                                        | Киёсихару Осима |       |
| 1971 | 博徒斬り込み隊          | Bakuto kirikomitai                  |                                     | Игрок переходит в наступление                                                        | Юсаку Аэба      |       |
| 1971 | 昭和残侠伝 吼えろ唐獅子 | Shōwa zankyoden: Kōero karashishi   |                                     |                                                                                      | 三州政治        |       |
| 1971 | 任侠列伝 男             | Ninkyō retsuden otoko               |                                     |                                                                                      | 杉山竜吉        |       |

| Год  | Японские названия                   | Транскрипции                                 | Международные названия | Русские названия или Смысловые переводы оригинала      | Роли                               | Релиз |
| ---- | ----------------------------------- | -------------------------------------------- | ---------------------- | ------------------------------------------------------ | ---------------------------------- | ----- |
| 1972 | 傷だらけの人生 古い奴でござんす     | Kizudarake no jinsei: Furui yakkode gozan su |                        |                                                        | Эйдзиро Ониси                      |       |
| 1972 | 関東緋桜一家                        | Kantō hizakura ikka                          |                        | Клан «Цветущая вишня» / Банда «Цветущая вишня»         | 旅清                               |       |
| 1972 | ギャング対ギャング 赤と黒のブルース | Gyangu tai gyangu: Aka to kuro no burūsu     |                        | букв. Банда против банды: Красно-чёрный блюз           | Нобуюки Кано                       |       |
| 1972 | 日本暴力団 殺しの盃                 | Nihon bōryokudan: Goroshi no sakazuki        |                        | букв. Японская банда: Убийственная чашечка сакэ        | 一色宏治                           |       |
| 1972 | 博奕打ち外伝                        | Bakuchi-uchi gaiden                          |                        | прим. Байки об игроках                                 | Сюкити Эгава (бригадир лодочников) |       |
| 1972 | 着流し百人                          |                                              |                        | букв. Сотня (людей) Кинагаси                           | Какутаро Ямада                     |       |
| 1972 | 日蔭者                              | Hikagemono                                   |                        | букв. Живущий в тени / отверженный                     | Тэцутаро Коикэ                     |       |
| 1972 | 昭和残侠伝 破れ傘                   | Shōwa zankyōden: Yaregasa                    |                        | букв. Легенда о последних рыцарях Сёва: Сломанный зонт | «всепогодный» Ясабуро              |       |

| Год  | Японские названия     | Транскрипции                  | Международные названия | Русские названия или Смысловые переводы оригинала | Роли                            | Релиз |
| ---- | --------------------- | ----------------------------- | ---------------------- | ------------------------------------------------- | ------------------------------- | ----- |
| 1973 | 三池監獄 兇悪犯       | Miike kangoku: Kyōakuhan      |                        | букв. Тюрьма Миикэ: Жестокие преступники          | Дзёдзи Томотоки                 |       |
| 1974 | あゝ決戦航空隊        | Aa kessen kōkūtai             |                        | букв. Решающая битва авиаотряда                   | Такидзиро Ониси                 |       |
| 1977 | やくざ戦争 日本の首領 | Yakuza sensō: Nihon no shuryō |                        | букв. Война якудза: «Дон» всея Японии             | Сюхэй Тацуми                    |       |
| 1977 | 日本の仁義            | Nihon no jingi                |                        | букв. Японская мораль                             | Кэйдзо Охаси                    |       |
| 1977 | ゴルゴ13 九竜の首     | Gorugo 13: Kyūryū no kubi     |                        | Голго-13. Операция «Коулун»                       | Сэндзо Сигэмунэ                 |       |
| 1977 | 人間の証明            | Ningen no shōmei              | Proof of the Man       | Испытание человека                                | инспектор Насу                  | DVD   |
| 1978 | 聖職の碑              | Seishoku no ishibumi          |                        | букв. Памятник святому служению                   | директор школы Нагасигэ Акабанэ |       |
| 1979 | 総長の首              | Sōchō no kubi                 |                        | букв. Шея председателя/президента                 | Эйкити Арита                    |       |
| 1979 | 黄金の犬              | Ōgon no inu                   |                        | букв. Золотой пёс                                 | Нориюки Ясутака                 |       |

#### 1980-е годы
| Год  | Японские названия               | Транскрипции             | Международные названия   | Русские названия или Смысловые переводы оригинала | Роли                                                | Релиз |
| ---- | ------------------------------- | ------------------------ | ------------------------ | ------------------------------------------------- | --------------------------------------------------- | ----- |
| 1980 | 戒厳令の夜                      | Kaigenrei no yoru        | Paper Moon               | букв. Ночь военного положения                     | Боё                                                 | VHS   |
| 1981 | 青春の門                        | Seishun no mon           | The Gate of Youth        | Врата юности                                      | Ябэтора                                             | DVD   |
| 1981 | ちゃんばらグラフィティー 斬る！ | Chanbara gurafitī: kiru! | Chanbara graffiti: Kill! | букв. Граффити тямбара: Убей!                     | (сам себя в докум. фильме)                          | VHS   |
| 1981 | 連合艦隊                        | Rengō kantai             | The Imperial Navy        | букв. Объединённая эскадра / объединённый флот    | Нач.штаба 2-го флота Императ. ВМФ Японии Сэйити Ито | DVD   |
| 1982 | 制覇                            | Seiha                    | Conquest                 | букв. Господство                                  | директор больницы Отомо Канэцугу                    | DVD   |
| 1948 | 修羅の群れ                      | Shura no mure            |                          | букв. Бьющаяся толпа                              | Синдзиро Ёкояма                                     | DVD   |
| 1985 | 最後の博徒                      | Saigo no bakuto          |                          | букв. Последний из игроков/якудза                 | Такэо Сугата                                        | DVD   |

### Работы на телевидении
| Годы, сеть                                                         | Японские названия                   | Транскрипции                                      | Международные названия     | Смысл названия                       | Роли                                          |
| ------------------------------------------------------------------ | ----------------------------------- | ------------------------------------------------- | -------------------------- | ------------------------------------ | --------------------------------------------- |
| 1957, TBS, слот «Национальный театр»                               | サンドイッチマン物語                | Sandoitchiman monogatari                          |                            | букв. Повесть о «человеке-сэндвиче»  |                                               |
| 1958, Nippon TV                                                    | 江戸っ子記者                        | Edokko kisha                                      |                            | букв. Эдоский журналист              |                                               |
| 1958-1959, Nippon TV                                               | 鶴田浩二アワー                      | Tsuruta Kōji awā                                  |                            | букв. Час Кодзи Цуруты               |                                               |
| 1959-1960, Fuji TV                                                 | 鶴田浩二シリーズ                    | Tsuruta Kōji shirīzu                              |                            | букв. Серия Кодзи Цуруты             |                                               |
| 1965, TBS, слот «Воскресный театр»                                 | 栄光の旗                            | Eikō no hata                                      |                            | букв. Знамя славы                    |                                               |
| 1969, Nippon TV / Toei                                             | 上方武士道                          | Kamigata bushidō                                  |                            | букв. Высокое бусидо                 | генерал-майор Такано                          |
| 1972, NET / Toei, слот «Серия Сина Хасэгавы»                       | 沓掛時次郎                          | Kutsukake Tokijirō                                |                            | букв. Куцукакэ Токидзиро (имя)       | Куцукакэ Токидзиро                            |
| 1973, Fuji TV                                                      | 新選組                              | Shinsengumi                                       |                            | букв. Синсэнгуми                     | Кондо Исами                                   |
| 1976-1982, NHK                                                     | 男たちの旅路                        | Otoko-tachi no tabiji                             | Men's Journey              | букв. Поход мужчин                   | Синтаро Ёсиока                                |
| 1977, NET / Toei                                                   | 非情のライセンス 第2シリーズ        | Hijou no raisensu                                 |                            | букв. Лицензия на бездушие (сезон 2) |                                               |
| 1978, NHK, слот «Taiga drama»                                      | 黄金の日日                          | Ōgon no hinichi                                   |                            | букв. Золотые деньки                 | Сэн-но Рикю                                   |
| 1978-1980, Fuji TV / Shochiku                                      | 大空港                              | Daikūkō                                           |                            | букв. Большой/главный аэропорт       | суперинтендант Хироюки Кага                   |
| 1978-1983, TV Asahi / Toei, слот «Saturday Night at the Mysteries» | 女弁護士 朝吹里矢子                 | Onna bengoshi Asabuki Riyako                      |                            | букв. Женщина-адвокат Рияко Асабуки  | адвокат Юносин Ябухара                        |
| 1980, NHK, слот «Taiga drama»                                      | 獅子の時代                          | Shishi no jidai                                   | The Lion Era               | букв. Эра Льва                       | Окубо Тосимити                                |
| 1980-1981, Tokyo Channel 12 / Shochiku / Fuji TV                   | 悪党狩り                            | Akutō gari                                        |                            | букв. Охота на злодея                | лингвист Идзуру Синмура                       |
| 1981, TV Asahi / Toei                                              | 警視庁殺人課                        | Keishichō satsujin-ka                             |                            | букв. Полиция Токио, отдел убийств   | начальник отдела уголовных дел Рюитиро Тамару |
| 1983, NHK                                                          | 勇者は語らず いま、日米自動車戦争は | Yūsha wa katarazu: Ima, Nichibei jidōsha sensō wa | The Brave Man Says Little  |                                      | Юкити Ямамото                                 |
| 1984, NHK, слот «Taiga drama»                                      | 山河燃ゆ                            | Sanga moyu                                        | The Burning Mountain River |                                      | Сигэнори Того                                 |
| 1984, MBS, слот «Воскресный театр Toshiba»                         | 鳥よ…                               | Toriyo…                                           |                            | букв. Птицы…                         |                                               |
| 1985, Nippon TV, слот «Театр саспенса по вторникам»                | 父にかかる電話                      | Chichi ni kakaru denwa                            |                            |                                      | детектив Масамори                             |
| 1986, NHK                                                          | シャツの店                          | Shatsu no mise                                    |                            | букв. Магазин сорочек                | Сюкити Исодзима (сериал показан посмертно)    |